# Pohár

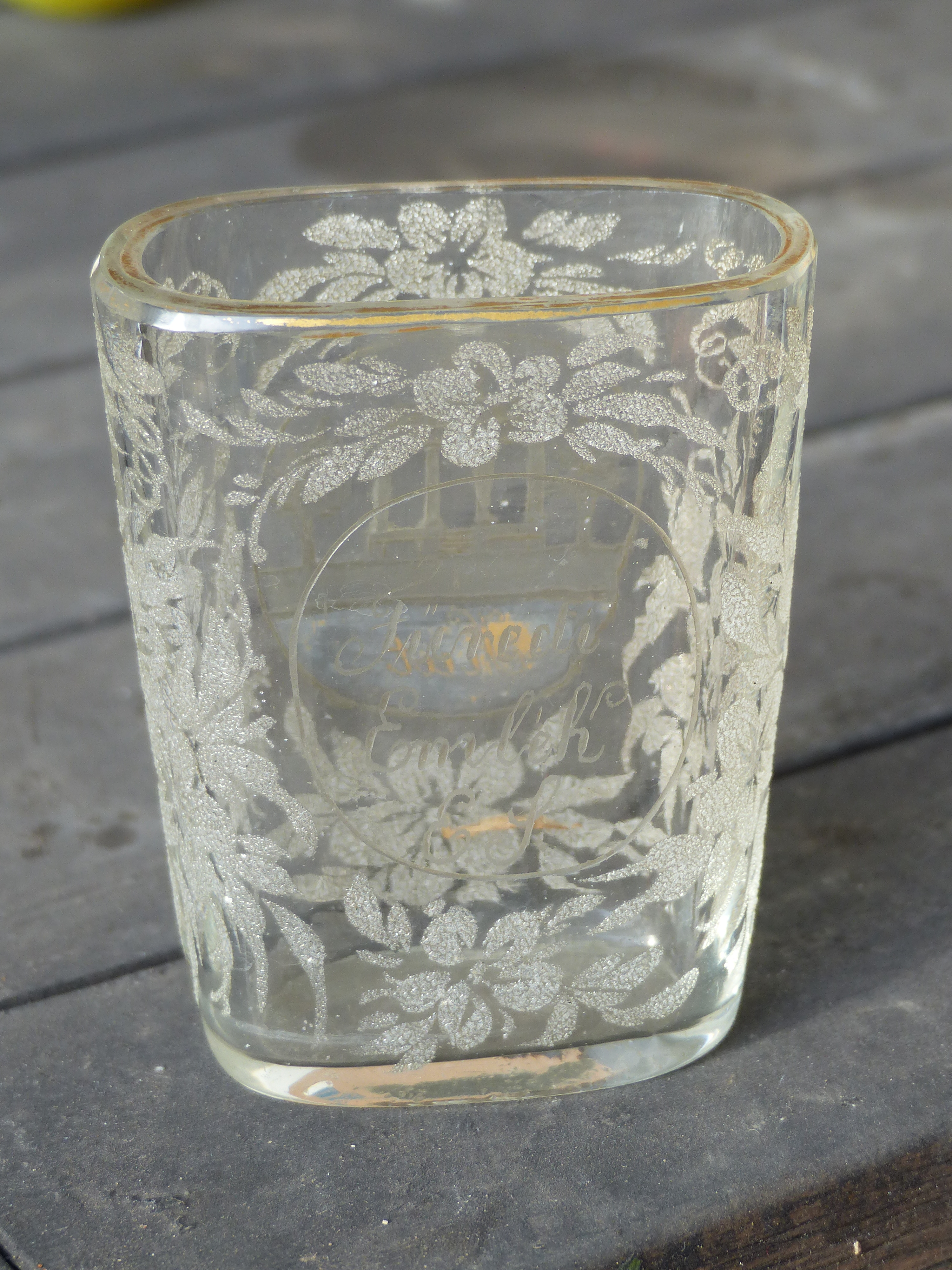
Füredi ivópohár

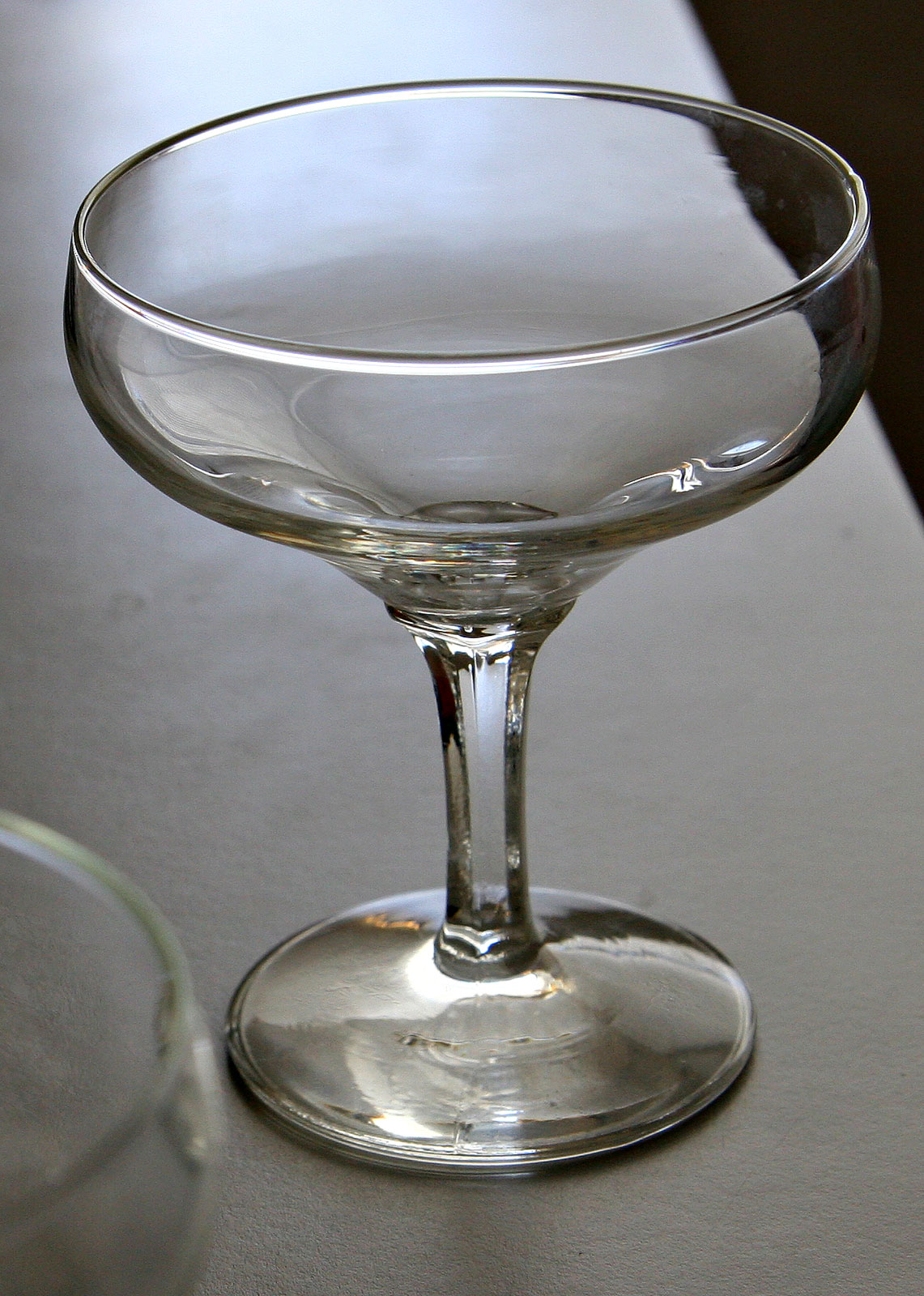
Talpas üvegpohár

A pohár egy henger alakú ivóedény, mely rendszerint alulról felfelé szélesedik, vagy néha a közepén hasasan kidomborul és lapos, széles alja (talpa) van, hogy megállhasson. Eredetileg agyagból vagy fából készítették, később elefántcsontból, nemes ércekből s különösen ezüstből (már a rómaiak korában), majd a XVI. század óta művésziesen kidolgozott üvegből, napjainkban pedig sokszor műanyagból is.
A különböző italok fogyasztásához különböző formájú, méretű, falvastágságú poharakat illik használni. 
A magas alkoholtartalmú italok pohara általában kisebb méretű, kivétel ha a látvány miatt nagy kehelybe töltik ugyanazt a kevéske mennyiséget. A kupica általában 0,3—0,5 dl űrtartalmú, henger alakú pohárka, ebből főleg pálinkát, vodkát, vagy más igen tömény italt szervíroznak.
A whiskys pohár méretű már nagyobb 1-1,5 deciliteres. Szintén henger alakú a vizes pohár is, ami 2 vagy 3 dl szokott lenni, és az üdítőket is ilyen jellegű pohárból szokás inni.
A borospohár is lehet henger alakú, 1-1,5 dl-es, viszont abból inkább az asztali, vagy házi borokat szokás inni. A drága, minőségi borokat általában "megtisztelik" egy kehely alakú pohárral. A fehér boroknak vékonyabb falú, a vörös boroknak vastagabb falú pohár illik. A pezsgős pohár általában hosszú vékony kehely alakú, de létezik laposabb, széles kelyhű pezsgős pohár is.
A söröket tradicionálisan füles korsóban szervírozzák, de elterjedt az alacsony talpú sörös kehely is. Ezek űrtartalma 3 illetve 5 dl szokott lenni. A nagy sörivó vidékeken 1 literes, vagy akár nagyobb a korsó mérete.

## Söröspohár
A klasszikus söröskorsó mellett a változatos formájú talpas, talpatlan, flőte-, vagy tulipánszerű pohárból is kínálják. Nemcsak sörök, de sörkoktélok is szervírozhatók bennük. A pilseni sörhöz sörös kehely, a kölni sörhöz hosszú söröspohár dukál.

## Flute pohár
Talpas, magas és keskeny. A hosszúkás kehelyben hosszú ideig gyöngyözik a szénsav. Leginkább pezsgőkhöz vagy pezsgős koktélokhoz használatos.

## Pousse-cafés pohár
Talpas pohár, hosszúkás, keskeny fejjel, mely kissé hengeres benyomást kelt. Ebben a típusú kehelyben jól mutatnak a különböző színű italokból rétegzett koktélok. Magas egyenletesen keskeny kialakítás miatt ezzel könnyebb rétegezett italokat készíteni, bár az öblösödő poharakban sem lehetetlen.

## Sour pohár
A borospohár és a flőte közötti átmenet a sour. Az ún. pezsgőborok ideális pohara.  Hosszú, keskeny fejjel rendelkezik. A kehely alsó része enyhén öblös, felfelé pedig határozottan szűkül.

## Ballon pohár
Nagy méretű és űrtartalmú, öblös és vékony falú. Használatos borhoz, hosszú italokhoz, crustákhoz, valamint sok tört jéggel készült koktélokhoz is. 

## Brandy-s pohár
Öblös, vékony falú és határozottan szűkülő szájú. Ha tenyérben melengetjük, jobban kiteljesedik a konyakfélék illata és aromája.

## Likőrös pohár
Általában talpasak, legfeljebb középmagasak, de a kehely formája sokféle lehet: hordó, flőte, de akár tulipán alakú is. Felhasználásukat méretük határozza meg: főként olyan röviditalokhoz használatosak, amelyek nem igényelnek díszítést.

## Grappás pohár
A kehely alul kiöblösödik, és egy szűkebb hengerben folytatódik. Pálinkákat vagy likőröket kínálhatunk benne. A kehely formája segít kiteljesíteni a pálinka zamatát.

## Snapszos pohár
Talp nélküli, alacsony és kicsi az űrtartalma. A "férfias" röviditalok kínálója.

## Old fashioned pohár

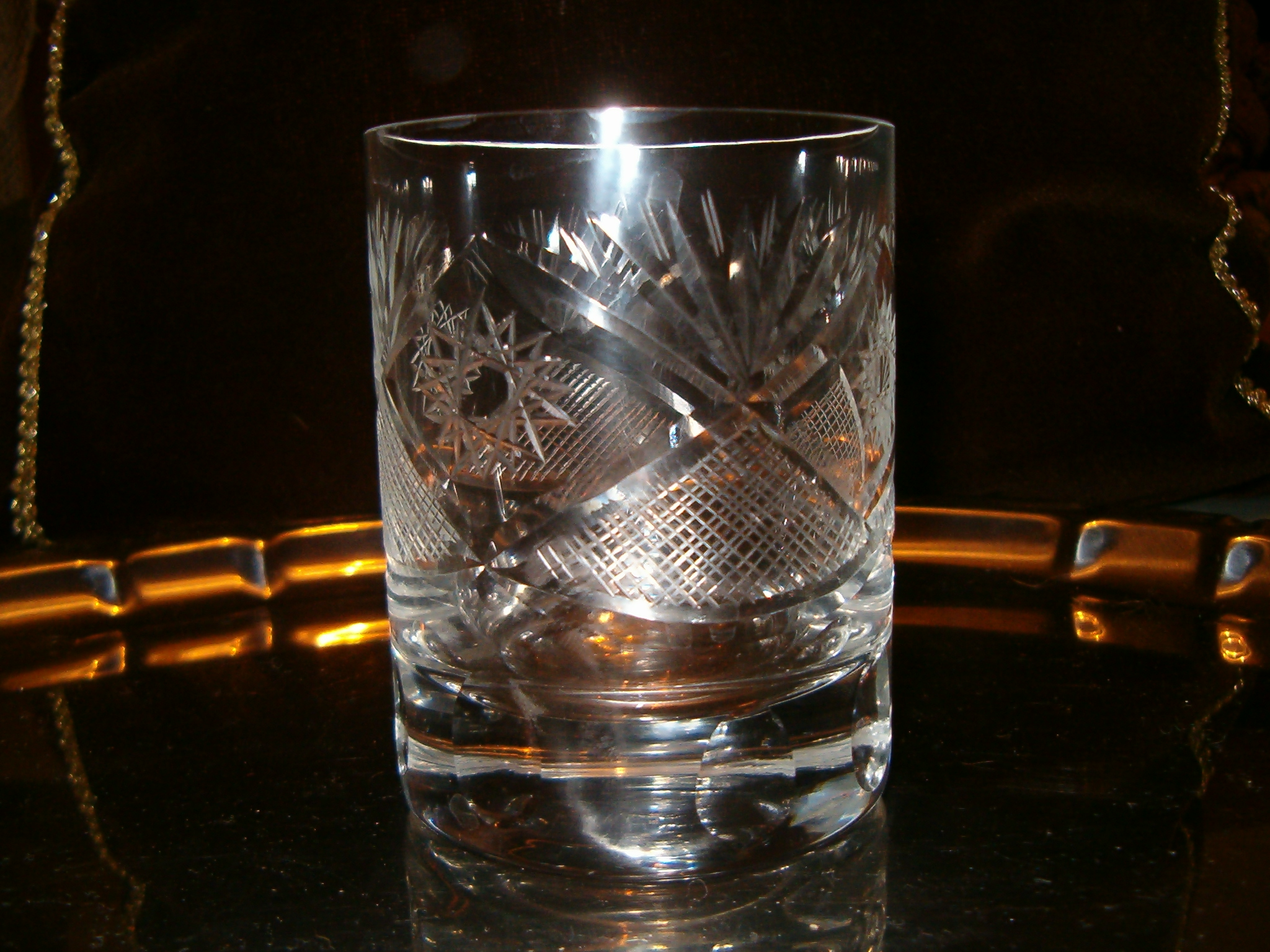
old fashioned pohár

Talp nélküliek, kimondottan vastag fenékkel. Fala vékony, alacsony és általában széles. Whisky-t és 5-15 cl-es koktélokat fogyaszthatunk belőle, jégkockával és díszítéssel.

## Tumbler pohár
Általában talp nélküliek, de létezik rövid szárú, zömök verzió is. Mindkét fajta tumbler henger alakú. 
10-15 cl-nél hosszabb italokat is kínálhatunk bennük jégkockával és gyümölcsdarabokkal.

## Boros poharak
A konyhai méréseknél használunk 1 dl-es és 2 dl-es poharakat is. 

## Boros karaf
Ez egy bor felszolgálására használatos kancsószerű borkiöntő, általában 1 l-esek, vagy kicsit nagyobbak.

## Vörösboros pohár
Ezek általában talpas poharak, méretük 145 ml — 650 ml ig változó. A vörösboros kehely zárt tulipán formájú, hosszú nyelű. A rozéborokhoz és rizlingekhez kifelé hajló peremű, tulipánformájú kehely illik. 
Akár koktélt vagy bármilyen hideg italt is kínálhatunk bennük. A vörösbor bukéja csak a megfelelő pohárban bontakozik ki!

## Vörösboros ballon
Ezek is talpas poharak, de öblösebbek a vörösboros poharaknál.

## Fehérboros pohár
Talpas poharak, kevésbé öblösek, 100 ml — 650 ml ig változó méretűek.

## Fehérboros kehely
A fehérboros kehely általában kisebb és hosszúkásabb, mint a vörösboros, talpas poharak, kevésbé öblösek, méretük 230 — 350 ml-esek.

## Desszertboros pohár
A borospoharak családjában a desszertboros a legkisebb méretű, alakjuk gyakran hasonlít a likőröspohárhoz, kisméretű talpaspoharak, 230 ml-esek.

## Cocktailos pohár
Számtalan változata ismert, de közös jellemzőjük, hogy talpasak, magasak, vékony falúak és széles kehellyel rendelkeznek. A koktélok a kehely szélességéből adódóan jól díszíthetők. 5-8 cl-es koktélokhoz a legideálisabb, jég hozzáadása nélkül.

## Longdrinkes pohár
Alakja hengeres enyhe hordóforma, vagy teljesen egyenes falú, de a sokszögletes poharak is ebbe a családba tartoznak. Nevéből is kiderül, hogy hosszabb italok szervírozására alkalmas.

## Collinos pohár
Hasonló a longdrinkes pohárhoz, azzal a különbséggel, hogy alakja felfelé egyenletesen bővül. A benne szervírozott italok a kehelyforma miatt kiválóan díszíthetőek, jégkockával kínálhatóak.

## Füles pohár
Talpas vagy talp nélküli, de egy bizonyos: tágas, széles szájú és hőálló. Forró italok és bólék szervírozására alkalmas pohárfajta.

## Whiskys pohár
Vastag talpú, felfelé szélesedő, vagy egyenes oldalú pohár 195 — 360 ml.

## Tulipe whiskys pohár
Vastag talpú, felfelé szélesedő, öblös, felső peremrésze kihajló kb: 370 ml

## Duplafalú poharak
Forró italok (kávé, tea, forralt bor stb.) felszolgálására használják, a dupla fala miatt nem égeti a kezet és lassabban hűl ki az ital benne.

## Sake pohár
A sake (szaké) a japánok rizspálinkája alkohol tartalma elég gyenge, melyet porcelán kancsóba töltenek és porcelán fül nélküli pohárból isszák. A japán szaké szett 4 kis porcelán pohárból és egy kis kancsóból áll. (nem 6 személyes, de az ára az!)

## Stampedli
A stampedli 3 cl-es (talpas) pálinkáspohár. Kupica. A szó német eredetű: Stamperl; a mozsárütőhöz hasonló külső alakjáról kapta a nevét. Az angolban: whisky tot, shot glass.